# Brachygonia puella
Brachygonia puella är en trollsländeart som beskrevs av Maurits Anne Lieftinck 1937. Brachygonia puella ingår i släktet Brachygonia och familjen segeltrollsländor. Inga underarter finns listade i Catalogue of Life.